# Tectaria melanocaula
Tectaria melanocaula là một loài thực vật có mạch trong họ Dryopteridaceae. Loài này được (Blume) Copel. miêu tả khoa học đầu tiên năm 1907.